# 磷酸镨
磷酸镨是一种无机化合物，化学式为PrPO4。它的半水合物可由氯化镨和磷酸反应得到。它也可由焦磷酸硅（SiP2O7）和氧化镨（Pr6O11）在1200 °C反应制得。它和氟化钠反应，可以得到Na2PrF2(PO4)。